# Emil Hegetschweiler
Emil Hegetschweiler (* 15. Oktober 1887 in Zürich als Emil Johann Hegetschweiler; † 1. Oktober 1959 in Zürich) war ein Schweizer Schauspieler. Neben Heinrich Gretler, Alfred Rasser, Schaggi Streuli, Max Haufler, Ruedi Walter und Margrit Rainer gehörte er zu den grossen Volksschauspielern der Schweiz.

## Leben
Emil Hegetschweiler war Sohn des Zuckerbäckers Emil Rudolf Hegetschweiler und der Lina Ottiker. Er machte bei seinem Vater die Lehre als Bäcker-Konditor und übernahm 1917 den väterlichen Betrieb an der Spiegelgasse 5. Als Filiale wurde 1927 die Konditorei Helmhaus angegliedert, dessen Tea-Room ein beliebter Künstlertreffpunkt wurde. Er debütierte 1907 als Laienschauspieler beim Dramatischen Verein Zürich und zählte 1934 zu den Gründern des Cabaret Cornichon. Er trat am Schauspielhaus und am Stadttheater in Zürich auf und leitete sein eigenes Hegi-Theater. Neben seiner Theaterarbeit war er auch fürs Radio und Fernsehen tätig.
Der Kurzfilm Hallo Switzerland! markierte 1929 seinen Einstand im Kino. Mit Erotik in der Schweiz folgte 1935 ein weiterer Kurzfilm. Er trat auch in Werbefilmen wie Füür im Huus! (1939), Familie M (1949), Mitenand gahts besser (1949), Ein Lied vom Reisen (1952), Familie M Junior (1953) und Traum und Wirklichkeit (1957) auf. Am Drehbuch für Emil, me mues halt rede mitenand! schrieb er mit. Seine bis heute ungebrochene Popularität verdankte er jedoch seinen vielen Haupt- und Nebenrollen im Schweizer Dialektfilm zwischen 1933 und 1959. Zum Höhepunkt seines filmischen Schaffens gehörte die Hauptrolle im Film Bäckerei Zürrer, die ihm Regisseur Kurt Früh auf den Leib geschrieben hatte.
Emil Hegetschweiler war dreimal verheiratet, zuletzt mit Julia Honegger, der Schwester des Komponisten Arthur Honegger. Er starb 1959 während der Dreharbeiten zum Film Hast noch der Söhne ja…? Regisseur Lukas Ammann sprang als Ersatz für ihn ein.

## Filmografie
- 1933: Wie d’Warret würkt
- 1935: Jä-soo!
- 1937: Kleine Scheidegg
- 1938: Füsilier Wipf
- 1938: Zürich baut (Tiefbauamt Stadt Zürich)
- 1940: Fräulein Huser
- 1940: Die missbrauchten Liebesbriefe
- 1941: Emil, me mues halt rede mitenand!
- 1941: Landammann Stauffacher
- 1942: Menschen, die vorüberziehen …
- 1942: Das Gespensterhaus
- 1942: Der Schuss von der Kanzel
- 1947: § 51 – Seelenarzt Dr. Laduner (Matto regiert)
- 1948: Nach dem Sturm
- 1952: Palast Hotel (Palace Hotel)
- 1953: Muß man sich gleich scheiden lassen?
- 1954: Uli der Knecht
- 1955: Heidi und Peter
- 1955: Polizischt Wäckerli
- 1955: … Und ewig ruft die Heimat (Uli der Pächter)
- 1956: In allen Gassen wohnt das Glück (Oberstadtgass)
- 1957: Taxichauffeur Bänz
- 1957: Konditorei Zürrer (Bäckerei Zürrer)
- 1957: Die Angst vor der Gewalt (Der 10. Mai)
- 1958: Es geschah am hellichten Tag
- 1958: Ein wunderbarer Sommer (Kinder der Berge)
- 1958: Die Käserei in der Vehfreude
- 1959: Café Odeon
- 1959: Hast noch der Söhne ja…?

## Auszeichnungen
- 1959: Filmpreis der Stadt Zürich